# أولانقول
أولانقول هي بلدة في مقاطعة أوزون في ولاية صرخنداريا في أوزبكستان.